# Жидиничі
Жидиничі (в 1941-2016 рр. — Червоне) — село в Україні, у Михайло-Коцюбинській селищній громаді Чернігівського району Чернігівської області. Населення становить 85 осіб. До 2018 орган місцевого самоврядування — Ковпитська сільська рада.

## Назва
За псевдотрадицією село з назвою, схожою на жиди, радянська влада перейменувала. Назва ж села пов’язана зі слов'янським топонімом Ждиничі.

## Історія
Витова Гута (Вит — князь Витовт, Витов брод в Ковпиті) Печерської Лаври, пізніше Левкова гута з 7 хат. 
За ревізією 1732 р.- 13 посполитих дворів. 
У 1782 р. — Лаврі належали 11 хат. У 1859 р. — 6 дворів. 
За переписом 1897 р. — 593 жителі, 78 дворів. 
У 1924 р. — 110 дворів і 600 жителів.
12 червня 2020 року, відповідно до розпорядження Кабінету Міністрів України № 730-р «Про визначення адміністративних центрів та затвердження територій територіальних громад Чернігівської області», увійшло до складу Михайло-Коцюбинської селищної громади.
19 липня 2020 року, в результаті адміністративно-територіальної реформи та ліквідації Чернігівського району (1923—2020) Чернігівської області, увійшло до складу новоутвореного Чернігівського району.

## Топоніми
Урочища — Рим («ходили туди по ягоди, кілометрів із 10 від нас»), Танка («там взірвали танк»). Урочище Рим свідчить про перших переселенців — сіверян з Дунаю. 
с. Шульгівка при Пакульській пущі.
Знаходиться на околиці села Ковпита. Шульга — людина лівша.
Кутки — Ходосів, Стародуби (культове), Дорошків; урочища — Майдан («тут випалювали вуголь у лісі»).